# Santa Eugènia d'Ainet de Cardós
Santa Eugènia d'Ainet de Cardós és l'església del poble d'Ainet de Cardós, a la comarca del Pallars Sobirà, dins de l'antic terme del mateix nom.
És una església del segle xviii, situada en el sector meridional del poble. És sufragània de la parròquia de Sant Romà d'Anàs.
És una església gran, d'una sola nau, amb un campanar quadrat amb els cantells arrodonits, coronada per una teulada en piràmide, característica de les zones de muntanya.